# Gotha
Gotha är en stad i distriktet (Landkreis) med samma namn beläget i det tyska förbundslandet Thüringen. Staden var 1640–1918 residensstad för ett av Thüringens furstendömen.
Gotha ligger norr om bergskedjan Thüringer Wald och cirka 20 km väster om Erfurt. Staden är belägen omedelbart norr om motorvägen (Autobahn) A4 mellan Eisenach och Erfurt och vid järnvägsstambanan Thüringer Bahn med Intercity express-förbindelserna Berlin/Dresden-Frankfurt och Berlin-Halle-Kassel-Düsseldorf.
Staden har en välbevarad historisk stadskärna som domineras av det stora barockslottet Schloss Friedenstein. 
Gotha är bland annat känt för sina naturvetenskapliga traditioner och bokförlag, som plats för den tyska arbetarrörelsens antagande av Gothaprogrammet 1875, samt som utgivningsort för Almanach de Gotha från 1763 till 1944.

## Ortnamnet
Ursprungligen hette Gotha Gothaha som betyder "det goda vattnet". Namnet kommer av forntyska guot 'god' och aha 'vatten'. 

## Historik

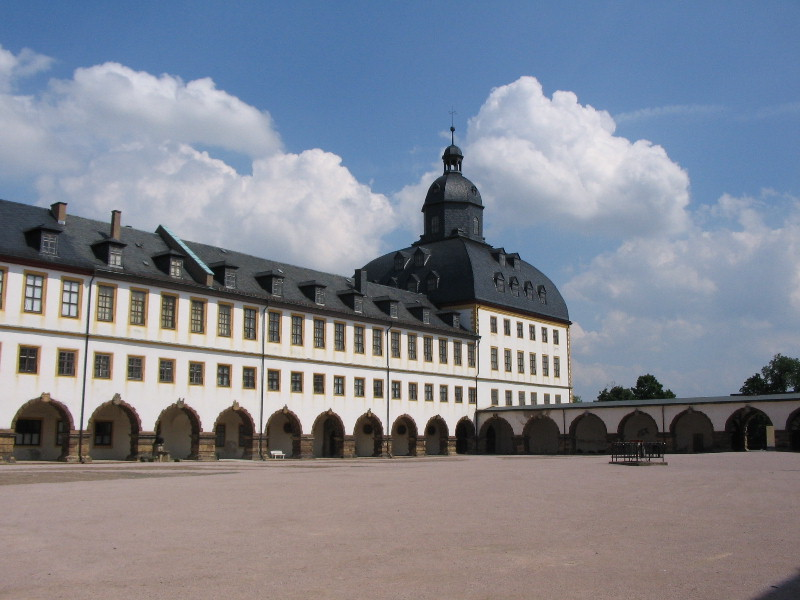
Schloss Friedenstein

Gotha omnämns i skriftliga handlingar första gången 755, och omtalas som stad första gången 1189. Den tillhörde från 1584 wettinernas ernestinska linje och var 1640–1825 residensstad för dellinjen Sachsen-Gotha, 1826–1918 tillsammans med Coburg för Sachsen-Coburg-Gotha.
Gotha utgjorde ett världsberömt centrum för naturvetenskaplig forskning, med bland annat ett känt observatorium på Seeberg samt Justus Perthes och August Petermanns bok- och kartförlag, och var en motpol till det kulturellt orienterade Weimar.

## Näringsliv
Ortens stora verkstadsindustri Gothaer Waggonfabrik utvecklade vid sidan av karuseller och spårvagnar under åren 1913–1945 avancerade flygplan och är känt för världens första jetdrivna flygande vinge, Gotha Go 229. Företaget delades 1997 och lever kvar i form av bolagen Schmitz Gothaer Fahrzeugwerke och Gothaer Fahrzeugtechnik.
Andra stora arbetsgivare är bryggeriet Gothaer Brauerei och flera bolag i industrikoncernen ZF AG.
Gotha var fram till 1945 känt för sina bok- och kartförlag med fokus på naturvetenskapliga ämnen, och för sina försäkringsbolag, men dessa branscher lämnade i huvudsak staden då den kom att hamna i den sovjetiska ockupationszonen och senare DDR.

## Kända personer

### Födda i Gotha

#### Aristokrati
- Ernst Ludvig av Hessen-Darmstadt (1667–1739), furste
- Ernst II av Sachsen-Gotha-Altenburg (1745–1801), furste
- Sibylla (1908–1972), prinsessa av Sverige, mor till Carl XVI Gustaf
- Marie av Rumänien, (1900–1961), drottning av Jugoslavien 1922–1934

#### Scenkonst
- Heinrich Beck (1760–1803), skådespelare

#### Näringsliv
- Detlev Karsten Rohwedder (1932–1991), företagsledare och politiker (SPD), mördad av RAF
- Carl Bechstein (1826–1900), pianobyggare

#### Vetenskap
- Hermann Credner, geolog
- Johann Friedrich Blumenbach (1752–1840), zoolog och antropolog
- Karl Ernst Adolf von Hoff (1771–1837), geolog, naturforskare, forskningsresande
- Adolf Stieler (1775–1836), kartograf
- Eduard von Regel (1815–1892), botaniker
- Ernst Behm (1830–1884), geograf
- Hermann Credner (1841–1913), geolog
- Rudolf Credner (1850–1908), geograf och geolog
- Joseph Kürschner (1853–1902), lexikograf och författare
- August Friedrich Thienemann (1882–1960), biolog och limnolog

### Verksamma i Gotha

#### Aristokrati
- Wilhelm von Grumbach (1503–1567), riddare och äventyrare
- Ernst I av Sachsen-Gotha-Altenburg (1601–1675), furste)
- Ernst I av Sachsen-Coburg-Gotha (1784–1844), furste
- Ernst II av Sachsen-Coburg-Gotha (1818–1893), furste

#### Bildande konster
- Lucas Cranach d.ä. (1472–1553), renässansmålare
- Ludwig Bohnstedt (1822−1885), arkitekt

#### Teologi
- Karl Gottlieb Bretschneider (1776–1848), teolog

#### Musik och scenkonst
- Johann Pachelbel (1653–1706), kompositör
- Gottfried Heinrich Stölzel (1690–1749), kompositör
- Conrad Ekhof (1720–1778), skådespelare, "den tyska skådespelarkonstens fader"
- Georg Anton Benda (1722–1795), kompositör, hovkapellmästare
- August Wilhelm Iffland (1759–1814), skådespelare, dramatiker
- Andreas Romberg (1767–1821), violinist, kompositör, hovkapellmästare
- Louis Spohr (1784–1859), violinist, kompositör, hovkapellmästare
- Eduard von Winterstein (1871–1961), skådespelare

#### Politik
- Wilhelm Bock (1846–1931), politiker, fackföreningsman

#### Näringsliv
- Justus Perthes (1749–1816), förläggare
- Friedrich Christoph Perthes (1772–1843), bokhandlare och förläggare
- Arwed Emminghaus (1831–1916), jurist

#### Vetenskap
- Franz Xaver von Zach (1754–1832), astronom
- Friedrich August Ukert (1780–1851), filolog och historiker
- Christian Ludwig Brehm (1787–1864), ornitolog
- Johann Franz Encke (1791–1865), astronom
- Peter Andreas Hansen (1795–1874), astronom och geodet
- Karl Friedrich Heinrich Credner (1809–1876), geolog
- August Heinrich Petermann (1822–1878), geograf och kartograf